# Faustball-Weltmeisterschaft der Frauen 2021
| 9. Weltmeisterschaft 2021           | 9. Weltmeisterschaft 2021 |
| Frauen                              | Frauen                    |
| ----------------------------------- | ------------------------- |
| Weltmeister                         | Deutschland               |
| Gastgeber                           | Österreich                |
| Stadt                               | Grieskirchen              |
| Eröffnung                           | 28. Juli 2021             |
| Endspiel                            | 31. Juli 2021             |
| Verband                             | IFA                       |
| \| ← 8. WM 2018 \| 10. WM 2024 → \| |                           |
| ← 8. WM 2018                        | 10. WM 2024 →             |

Die 9. Faustball-Weltmeisterschaft der Frauen fand vom 28. bis 31. Juli 2021 in Grieskirchen (Österreich) statt. Nach den Weltmeisterschaften 1998 und 2018 fand zum dritten Mal eine Faustball-Weltmeisterschaft der Frauen in Österreich statt. Ursprünglich war die Weltmeisterschaft in Jona (Schweiz) geplant, musste aufgrund der Corona-Pandemie aber verlegt werden. Somit fand die Frauen-Weltmeisterschaft zeitgleich mit den Weltmeisterschaften der männlichen U18 und weiblichen U18 sowie der Europameisterschaft der männlichen U21 statt.
Die deutsche Frauennationalmannschaft verteidigte ihren Weltmeistertitel aus 2018 mit einem 3:0-Erfolg gegen Gastgeber Österreich.
Der Organisator der Weltmeisterschaft in Österreich war die UFG Grieskirchen/Pötting in Kooperation mit der International Fistball Association (IFA).

## Teilnehmer
An der IFA Faustball-Weltmeisterschaft der Frauen 2021 nahmen insgesamt acht Nationen aus zwei verschiedenen regionalen Verbänden teil. Die meisten Nationen mussten ihre geplante Teilnahme aufgrund der Corona-Pandemie absagen.
| 7 aus Europa  | Belgien | Dänemark | Deutschland | Österreich |
|               | Schweiz | Serbien  | Tschechien  |            |
| 1 aus Amerika | Chile   |          |             |            |

## Spielplan
Die Vorrundengruppen wurden auf Grundlage der Ergebnisse der letzten Faustball-Weltmeisterschaft gesetzt.
| Gruppe A    | Gruppe B   |
| ----------- | ---------- |
| Deutschland | Serbien    |
| Schweiz     | Tschechien |
| Österreich  | Belgien    |
| Chile       | Dänemark   |

### Vorrunde

#### Gruppe A
| Mittwoch, 28. Juli 2021   |           |             |   |            |                               |
| 3                         | 11:30 Uhr | Deutschland | – | Chile      | 3:0 (11:1, 11:5, 11:6)        |
| 4                         | 11:30 Uhr | Schweiz     | – | Österreich | 0:3 (7:11, 7:11, 8:11)        |
| 7                         | 16:00 Uhr | Schweiz     | – | Chile      | 3:0 (13:11, 11:5, 11:7)       |
| 8                         | 17:30 Uhr | Deutschland | – | Österreich | 3:1 (7:11, 11:8, 12:10, 11:7) |
| Donnerstag, 29. Juli 2021 |           |             |   |            |                               |
| 17                        | 13:30 Uhr | Deutschland | – | Schweiz    | 3:1 (11:5, 8:11, 11:7, 11:7)  |
| 18                        | 13.30 Uhr | Österreich  | – | Chile      | 3:1 (12:10, 8:11, 11:7, 11:3) |

| Pl. | Team        | Sp. | Sätze | Pkt. |
| --- | ----------- | --- | ----- | ---- |
| 1   | Deutschland | 3   | 9:2   | 6    |
| 2   | Österreich  | 3   | 7:4   | 4    |
| 3   | Schweiz     | 3   | 4:6   | 2    |
| 4   | Chile       | 3   | 1:9   | 0    |

#### Gruppe B
| Mittwoch, 28. Juli 2021   |           |          |   |            |                                |
| 1                         | 09:30 Uhr | Serbien  | – | Tschechien | 3:0 (12:10, 11:7, 11:7)        |
| 2                         | 09:30 Uhr | Belgien  | – | Dänemark   | 0:3 (9:11, 7:11, 6:11)         |
| 5                         | 13:00 Uhr | Serbien  | – | Dänemark   | 3:0 (11:3, 11:8, 11:3)         |
| 6                         | 14:30 Uhr | Belgien  | – | Tschechien | 0:3 (6:11, 6:11, 11:13)        |
| Donnerstag, 29. Juli 2021 |           |          |   |            |                                |
| 15                        | 12:00 Uhr | Serbien  | – | Belgien    | 3:0 (11:3, 11:5, 11:4)         |
| 16                        | 12.00 Uhr | Dänemark | – | Tschechien | 3:1 (11:8, 12:14, 13:11, 11:9) |

| Pl. | Team       | Sp. | Sätze | Pkt. |
| --- | ---------- | --- | ----- | ---- |
| 1   | Serbien    | 3   | 9:0   | 6    |
| 2   | Dänemark   | 3   | 6:4   | 4    |
| 3   | Tschechien | 3   | 4:6   | 2    |
| 4   | Belgien    | 3   | 0:9   | 0    |

### Qualifikation
Die Teams auf dem dritten und vierten Platz der Vorrundengruppe A trafen in den Qualifikationsspielen zum Halbfinale auf die beiden Sieger der Vorrundengruppe B.
| Donnerstag, 29. Juli 2021 |   |           |         |   |          |                               |
| 25                        | 2 | 18:00 Uhr | Schweiz | – | Dänemark | 3:0 (11:4, 11:2, 11:2)        |
| 26                        | 1 | 18:00 Uhr | Chile   | – | Serbien  | 3:1 (11:6, 8:11, 11:7, 13:11) |

### Kreuzspiele
Die beiden Verlierteams der Qualifikationsspiele trafen auf den Dritt- und Viertplatzierten der Vorrundengruppe B. Die Sieger qualifizierten sich für das Spiel um Platz 5.
| Freitag, 30. Juli 2021 |   |           |          |   |            |                               |
| 34                     | 2 | 12:00 Uhr | Serbien  | – | Belgien    | 3:0 (11:8, 11:3, 11:4)        |
| 36                     | 2 | 13:15 Uhr | Dänemark | – | Tschechien | 1:3 (11:9, 6:11, 10:12, 8:11) |

### Halbfinale
| Freitag, 30. Juli 2021 |   |           |             |   |         |                              |
| 38                     | 1 | 16:30 Uhr | Deutschland | – | Chile   | 3:0 (11:3, 11:8, 11:5)       |
| 39                     | 1 | 13:15 Uhr | Österreich  | – | Schweiz | 3:1 (11:5, 11:9, 5:11, 11:9) |

### Platzierungsspiele
| Samstag, 31. Juli 2021 |    |   |           |             |   |            |                         |
| Platz 7                | 52 | 3 | 13:40 Uhr | Belgien     | – | Dänemark   | 3:1 (11:13, 7:11, 8:11) |
| Platz 5                | 45 | 3 | 10:45 Uhr | Serbien     | – | Tschechien | 3:1 (11:3, 11:3, 11:4)  |
| Platz 3                | 53 | 1 | 15:10 Uhr | Chile       | – | Schweiz    | 0:3 (8:11, 5:11, 8:11)  |
| Finale                 | 57 | 1 | 18:10 Uhr | Deutschland | – | Österreich | 3:1 (11:4, 11:3, 11:7)  |

## Schiedsrichter
Von der IFA-Schiedsrichterkommission wurden sieben Schiedsrichter aus vier Nationen nominiert.
| Name             | Land               | Einsätze                | Einsätze                  | Einsätze                 |
| Name             | Land               | Vorrunde                | Endrunde                  | Platzierung              |
| ---------------- | ------------------ | ----------------------- | ------------------------- | ------------------------ |
| Eric Kindler     | Vereinigte Staaten | GER-CHI SUI-CHI GER-SUI |                           | P7 / BEL-DEN             |
| Daniel Müller    | Schweiz            | GER-AUT                 |                           | P5 / BEL-DEN F / GER-AUT |
| Johann Geisecker | Österreich         | BEL-DEN DEN-CZE         | Q / DEN-CZE               |                          |
| Werner Teny      | Österreich         | BEL-CZE                 | VF / CHI-SRB HF / GER-CHI |                          |
| Nicole Heldmaier | Deutschland        | SUI-AUT                 | VF / SUI-DEN HF / AUT-SUI |                          |
| Jessica Sitz     | Deutschland        | SRB-DEN SRB-BEL         | Q / SRB-BEL               |                          |
| Nicolas Bitsch   | Deutschland        | SRB-CZE AUT-CHI         |                           | P3 / CHI-SUI             |

## Platzierungen
| Rang | Land        |
| ---- | ----------- |
| 1.   | Deutschland |
| 2.   | Österreich  |
| 3.   | Schweiz     |
| 4.   | Chile       |
| 5.   | Serbien     |
| 6.   | Tschechien  |
| 7.   | Dänemark    |
| 8.   | Belgien     |